# Довгаль, Татьяна Андреевна
Татьяна Андреевна Довгаль (род. 1937 год, село Отрадное, Тюпский район, Иссык-Кульская область, Киргизская ССР) — доярка колхоза «1 Мая» Ак-Суйского района Иссык-Кульской области, Киргизская ССР. Герой Социалистического Труда (1981). Депутат Верховного Совета СССР 8-го и 9-го созывов.

## Биография
Родилась в 1937 году в крестьянской семье в селе Отрадное Ак -Суйского  района.
Трудовую деятельность начала в 1953 году. Работала воспитателем в детском садике в колхозе «1 мая» Ак-Суйского района. С 1956 года — доярка этого же колхоза.
В годы Десятой пятилетки (1976—1980) обслуживала 23 коровы. В 1980 году надоила в среднем по 5290 килограмм молока с каждой фуражной коровы. Указом Президиума Верховного Совета СССР от 16 марта 1981 года за выдающиеся успехи, достигнутые в выполнении заданий десятой пятилетки и социалистических обязательств по увеличению производства и продажи государству зерна и других продуктов земледелия и животноводства удостоена звания Героя Социалистического Труда с вручением ордена Ленина и золотой медали «Серп и Молот».
Избиралась депутатом Верховного Совета СССР 8-го (1970—1974) и 9-го (1974—1979) созывов от Ак-Суйского избирательного округа.